# Joseph Roth
Moses Joseph Roth (Brody, 2 september 1894 – Parijs, 27 mei 1939) was een Joods-Oostenrijks schrijver en journalist.

## Biografie
Roth werd geboren in een Joodse familie en groeide op in Brody in Galicië. Dit stadje bevond zich in de oostelijke uithoeken van het toenmalig Oostenrijk-Hongaarse Keizerrijk, nu Oekraïne en Polen. De Joodse cultuur speelde een belangrijke rol in het leven van de stad. Roth groeide op bij zijn moeder Maria Grübel en haar familieleden. Zijn vader, de koopman Nachum Roth, heeft hij nooit gekend. Het waren de nadagen van het Habsburgse Rijk.
Anders dan andere Joodse kinderen ging de jonge Roth niet naar een cheider (Jiddisch-Hebreeuwse religieuze basisschool) maar vanaf zijn 7e naar een naar Baron Hirsch vernoemde openbare basisschool. Vanaf 1905 volgde hij het onderwijs aan het Kronprinz Rudolfgymnasium, waar hij de Duitse klassieke literatuur ontdekte en met het geassimileerde jodendom in aanraking kwam. Na de middelbare school verhuisde Roth naar Lviv, waar hij in 1913 zijn universitaire studies begon. Enkele maanden later vertrok hij naar de Universiteit van Wenen om er filosofie en Duitse taal- en letterkunde te studeren. Op de universiteit leerde de jonge student Roth een van zijn belangrijkste vrienden kennen: Soma Morgenstern. Met Morgenstern heeft hij vooral later in Franse ballingschap regelmatig contact. Morgenstern, die net als Roth in Galicië geboren was, was in de laatste dagen van Roths leven zijn steun en toeverlaat.
Joseph Roth huurde een studentenkamer in Leopoldstadt. In dit stadsdeel was een van de grootste Joodse gemeenschappen van West-Europa gevestigd. In 1916 zette hij een punt achter zijn studies en nam hij vrijwillig dienst in het Oostenrijks-Hongaarse leger. Tijdens de Eerste Wereldoorlog vocht hij aan het oostfront. Nadat de vrede getekend was werd hij in december 1918 uit de militaire dienst ontslagen. Na de oorlog bleek zijn werk sterk beïnvloed door het verlangen naar zijn geboorteland.
In 1918 keerde Roth terug naar Wenen en schreef er voor linkse kranten. Hij schreef vele romans en korte verhalen. Hij werd vooral bekend door zijn boeken Job (1930) en Radetzkymars (1932).
Roth werkte vanaf 1920 als journalist in Berlijn voor de Neue Berliner Zeitung. Vanaf 1921 werkte hij voor de Berliner Börsen-Courier en een aantal jaar later voor de gezaghebbende Frankfurter Zeitung. In 1933 ontvluchtte hij Duitsland, waar zijn boeken verboden werden. Van 1936 tot 1938 had Roth een romantische relatie met Irmgard Keun. Ze werkten samen, reisden naar verschillende steden als Parijs, Wilna, Lemberg, Warschau, Wenen, Salzburg, Brussel en Amsterdam. Zijn werk werd in Nederland uitgegeven door de Amsterdamse uitgevers Querido en Allert de Lange.
In 1938 overleefde hij een hartaanval en in 1939 kreeg hij een beroerte en werd hij in het Armenhospital Necker opgenomen. De artsen onderkenden blijkbaar niet de ernst van de situatie en zo overleed hij op 27 mei 1939 arm in Parijs aan de gevolgen van alcoholisme. Over zijn begrafenis circuleren verschillende verhalen. De schrijver werd in Parijs bijgezet in bijzijn van katholieke priesters en joodse rabbi's. Tevens zou de communist en journalist Egon Erwin Kisch rode anjelieren op de kist hebben geworpen. Of dit allemaal klopt kan niet meer achterhaald worden. Maar het was een einde dat Joseph Roth zelf niet beter had kunnen bedenken. Zijn graf is te vinden op de begraafplaats van Thiais.

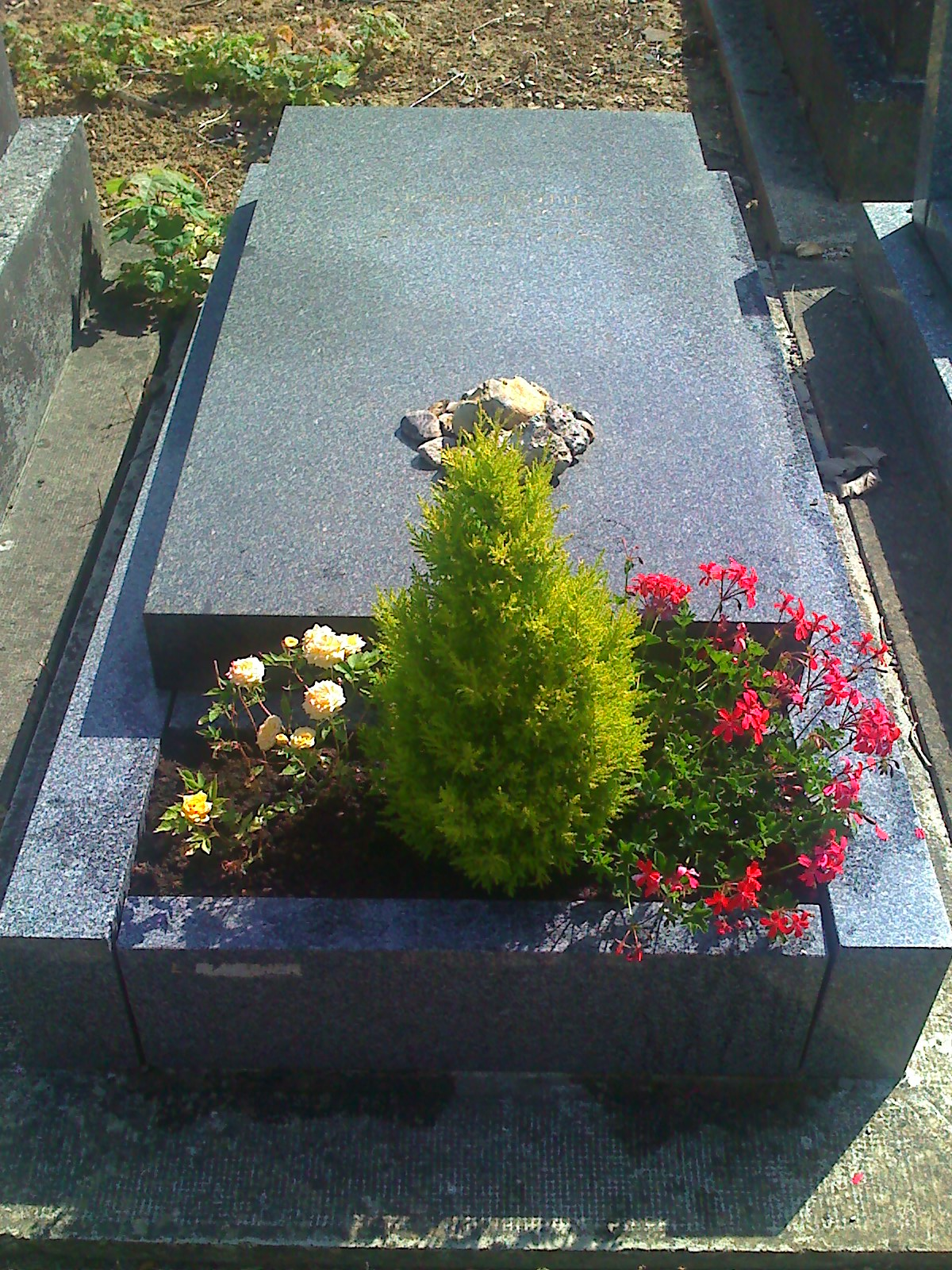
Het graf van Joseph Roth op de begraafplaats van Thiais

## Familie en relaties

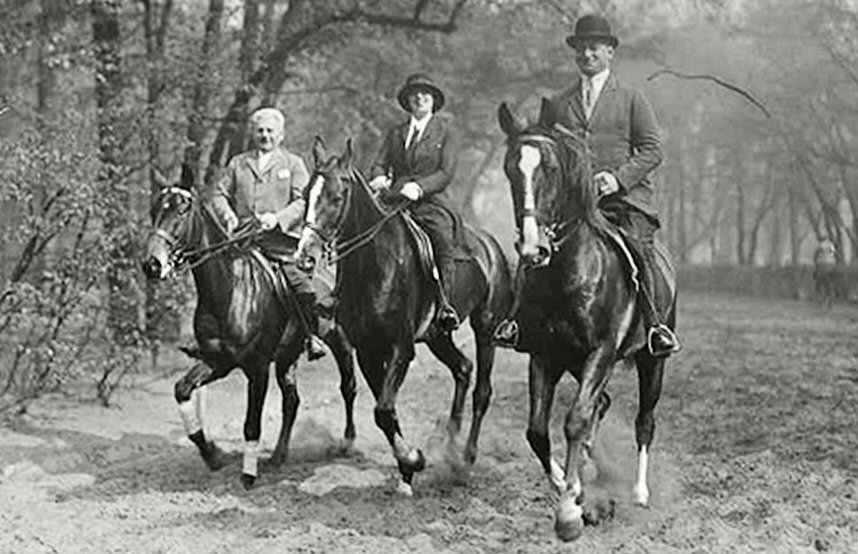
Joseph Roth (rechts) met Friedl (midden) en een onbekend persoon te paard

De afwezigheid van een vaderfiguur speelde een grote rol in Roths leven. Roths vader werd ziek (er was sprake van psychische problemen) voordat Roth geboren werd, waardoor Roths moeder en hij lange tijd financieel van haar familie afhankelijk bleven. Door de vroege dood van Roths vader concentreerde de moeder zich helemaal op haar zoon, wat later  voor beiden spanningen opleverde. Marie stierf in 1921 voordat ze kon meemaken dat haar zoon een bekende journalist en schrijver werd.
De complexe relatie met zijn moeder vond tevens zijn weerklank in zijn huwelijk met Friederike Reichler en in zijn latere relaties met Andrea Manga Bell en de schrijfster Irmgard Keun. Dit waren de drie grote liefdes in het leven van de schrijver.

### Friederike Reichler
Friederike (Friedl) Reichler was zijn eerste grote liefde, met wie hij in 1922 trouwde. De jonge en volgens vrienden van Joseph Roth buitengewoon mooie vrouw was afkomstig uit een arm Joods gezin dat in Wenen woonde. Friedl Reichler heeft zelf nooit een beroep uitgeoefend. Voor Roth was Friedl, die over geen noemenswaardige opleiding beschikte, een wezen dat hij naar zijn eigen ideeën kon vormen. In het begin van hun relatie had Friedl weinig belangstelling voor literatuur, maar dit veranderde in de loop der jaren; ze redigeerde zelfs teksten van de schrijver. Voor het instabiele leven dat ze met Roth moest leven, bleek de zeer gevoelige vrouw echter ongeschikt. In 1926 werden de eerste tekenen van Friedls geestesziekte zichtbaar. Al snel werd duidelijk dat Friedls psychische problemen in de loop van de jaren alleen maar erger werden.
Een relatie was onder deze omstandigheden niet meer mogelijk en vanaf 1930 gingen de partners hun gescheiden wegen. Roth bleef ook daarna in contact met zijn schoonouders en bleef ook de kosten voor de instellingen waar Friedl opgenomen was, betalen. Het huwelijk werd nooit officieel ontbonden, hoewel Joseph Roth dit in 1935 serieus overwoog.
In november 1930 kwam Friedl in de Weense instelling "Am Steinhof" terecht, waar ze drie jaar zou verblijven. Daarna zat ze een jaar in een instelling in Mauer-Öhling bij Amstetten en de laatste jaren in een instelling bij Linz waar ze in het kader van het euthanasieprogramma van het Derde Rijk in juni 1940 vermoord werd.
In het oeuvre van Roth komen diverse personages met geestesziekten voor, waarin zijn ervaringen weerspiegeld worden. Mirjam de dochter van Mendel Singer (Job), lijkt bijvoorbeeld naar het voorbeeld van Friedl bedacht, met alle gradaties van haar ziektebeeld. Ook graaf Chojnicki in Radetzkymars, die qua uiterlijk sprekend op Joseph Roth lijkt, komt waanzinnig uit de oorlog terug. 

#### Andrea Manga Bell en Irmgard Keun
Begin jaren dertig ontmoette Roth Andrea Manga Bell in Berlijn, de dochter van een Duitse en een Cubaan. Door haar exotische verschijning was Joseph Roth snel door haar gefascineerd. Andrea Manga Bell bracht twee kinderen mee in de relatie met de Oostenrijkse schrijver. De vader van die kinderen, een Kameroense Prins, leefde gescheiden van haar in Afrika. Joseph Roth begon met haar een relatie en probeerde voor haar kinderen een soort vader te zijn. Deze zelfgekozen rol vroeg te veel van hem, waardoor de spanningen tussen de twee geliefden toenamen. Ook voelde zich Roth in toenemende mate financieel verantwoordelijk voor zijn vriendin en haar kinderen. Na zes jaar eindigde de relatie, niet zonder dat Roth met een slecht geweten op de relatie terug keek. Net als bij Friedl had hij het gevoel dat hij niet voldoende zijn verantwoordelijkheid nam. In deze periode schreef hij wel zijn meeste romans.
De laatste liefde in Roths leven was de schrijfster Irmgard Keun (auteur van onder ander Das kunstseidene Mädchen). Hij leerde haar in 1936 kennen in Oostende, waar hij op uitnodiging van Stefan Zweig verbleef, hoewel hij op dat moment nog een relatie met Andrea Manga Bell had. Doel van dit verblijf was dat Roth minder zou gaan drinken en zich meer op zijn werk gaan concentreren. Toen hij de jonge schrijfster ontmoette, verdween dit doel achter de horizon. De relatie tussen beiden duurde echter slechts een kleine anderhalf jaar. De jaloezie en alcoholconsumptie tijdens de periode met Roth maakten veel indruk op Keun en later zou zij scènes uit hun relatie gebruiken voor haar verhaal D-Zug dritter Klasse. Net als zijn twee eerdere relaties, werd ook deze onstuimige verbintenis van Roth gekenmerkt door bovenmatige alcoholconsumptie. Keun overleefde de Tweede Wereldoorlog maar raakte in vergetelheid. Pas in de jaren '70 werden haar boeken in Duitsland herontdekt.

## Joseph Roths leven als schrijver en zijn oeuvre
Al jong begon Roth met schrijfoefeningen. Als gymnasiast schreef hij gedichten die hij zijn nicht Paula Grübel liet lezen. Deze gedichten getuigen van zijn talent voor taal. Motieven zoals lente, herfst en hoop overheersen. Zijn ervaringen als soldaat verwerkte hij in gedichten in de expressionistische stijl. Op latere leeftijd ging Roth zijn gedichten ontkennen, misschien uit schaamte. Zijn nicht Paula Grübel verzamelde na zijn dood ongeveer 150 gedichten.
In 1916 verscheen in de Österreichs Illustrierter Zeitung Roths eerste verhaal, Der Vorzugsschüler. In dit stuk gaat het om een man met de naam Anton Wanzl die als doel heeft carrière te maken in het conservatief-burgerlijke Wenen. Door zijn streven en tegelijkertijd arglistig handelen promoveert hij tot directeur van zijn toenmalige school. Ironie en het blootleggen van de burgerlijke moraal zijn kenmerkende elementen voor de schrijver die al duidelijk in dit verhaal tevoorschijn komen. Ook het taalgebruik verwijst naar de latere stijl van Joseph Roth waarmee hij een gewaardeerde journalist en schrijver zou worden: "Sie erzählte das und jenes, es wurde Abend, der Flieder duftete, die Amsel schlug, der Mai kiecherte aus dem Gebüsch, da vergaß sich Mizzi Schinagl und sagte etwas unvermittelt: >Du, Anton, ich liebe dich<. Herr Anton Wanzl erschrak ein wenig."
In april 1919 ging Joseph Roth bij de socialistische krant Der Neue Tag werken waar hij reportages schreef bijvoorbeeld over uit de gevangenschap terugkerende soldaten. Tegelijkertijd begon hij zijn levensstijl te ontwikkelen die hij er tot zijn dood op nahoudt: discussiëren en drinken werden zijn manier van leven.
Der Neue Tag ging na anderhalf jaar bestaan failliet en Roth moest op zoek naar een nieuw werkgever. Het waren economisch lastige tijden en hij besloot om naar Duitsland te gaan waar hij makkelijker een baan als journalist kon vinden. Hij reisde af naar Berlijn, het culturele centrum in die tijd. Roth werkte onder andere bij de Neue Berliner Zeitung, de Berliner Börsen-Courier en van januari 1923 bij de gezaghebbende Frankfurter Zeitung (FZ).
In 1923 publiceerde Roth zijn eerste roman Das Spinnennetz als feuilleton in 30 delen in de Oostenrijkse Arbeiterzeitung. Hoofdfiguur is Theodor Lohse, een man die terug uit de oorlog in de post-monarchistische samenleving een plek wil veroveren, wat hem aan het eind van het verhaal ook gaat lukken. Veel sympathie heeft Roth niet voor zijn hoofdfiguur, want zijn genegenheid ging bijna altijd naar personages die het minder getroffen hadden in het leven, wat ook in zijn krantencolumns terug te zien is. 
Roth was heel productief, naast artikelen voor diverse kranten verscheen in 1924 zijn volgende roman Hotel Savoy in meerdere delen in het socialistische dagblad Vorwärts. In de daarop volgende jaren publiceerde Roth essays en in 1927 de roman Die Flucht ohne Ende, die ook door een groter publiek opgemerkt werd. Maar omdat er geld verdiend moest worden vanwege zowel zijn geesteszieke vrouw als zijn eigen alcoholverslaving ging hij zelfs in zee met de zeer conservatieve, nationalistische krant Neueste Münchner Nachrichten. Roth die als "verbissener Hasser des nationalen Chauvinismus [...]" bekendstond, moest zich onder de economische druk aanpassen.
Eind jaren twintig raakte de relatie met zijn belangrijkste werkgever, de Frankfurter Zeitung verstoord. Aan de ene kant had het met Roths karakter te maken. Hij wantrouwde zijn bazen in Frankfurt en was ervan overtuigd dat hij ondermijnd werd. Een andere belangrijke reden voor het geschil met de redactie van de FZ was dat hij in 1926 zijn baan als correspondent in Parijs aan een collega moest overlaten.

### Werk
In de jaren 1925 tot 1933 was hij ondanks zijn politieke en persoonlijke problemen op literair vlak succesvol. Hij publiceerde zijn belangrijkste romans en daarnaast schreef hij ook fraaie reisreportages over Rusland en Zuid-Frankrijk. In Job: roman over een eenvoudige man (1930) wordt het verhaal verteld van de vrome jood Mendel Singer, woonachtig in een dorpje in tsaristisch Rusland. Omdat zijn dochter Mirjam relaties aanknoopt met kozakken uit de nabijgelegen kazerne, emigreert het gezin in navolging van hun zoon Shemarjah naar  Amerika. Met een schuldgevoel wordt de gehandicapte jongste zoon Menuchim achtergelaten in een pleeggezin. De oudste zoon is inmiddels soldaat bij de krijgsmacht en blijft in Rusland. Tijdens zijn verblijf in Amerika komen de beide zoons door oorlogsgeweld om het leven en wordt zijn dochter krankzinnig. Zijn vrouw overlijdt. Het gemis van zijn zoon Menuchim knaagt aan hem. Door het onheil dat hem - een zo vroom man - overkomt, verliest hij alle vertrouwen in God. Zijn zakje met gebedsriemen blijft verstoft hangen aan een spijker in de muur. Het boek krijgt een ontroerend moment als blijkt dat er voor Mendel Singer toch nog geluk bestaat. In deze roman verbindt Roth het oude Bijbelse verhaal met het redelijk moderne verschijnsel van de immigratie. Voor Roth zelf was de immigratie naar de VS geen optie. Veel vrienden hadden deze stap echter wel gezet.
Een van Roths bekendste romans is Radetzkymars (1932). Het is een klassiek verhaal over de ondergang van deze wereld met de opkomst en neergang van 3 generaties van het geslacht Von Trotta, beginnend in 1859 met de grootvader, de "held van Solferino". Die in dat jaar, min of meer toevallig, het leven redt van de nog jonge keizer Frans Jozef. Het eindigt met de dood van de keizer in 1916. In de loop van het boek wordt de dreiging van de naderende wereldoorlog voelbaar. Het is deze oorlog die een einde maakt aan de Oostenrijks-Hongaarse Dubbelmonarchie en de adellijke tak van het geslacht (Von) Trotta. De familie Von Trotta staat symbool voor de ondergang van de monarchie na de slag bij Solferino. Voor de literaire wereld is deze roman het belangrijkste werk van Roth. Het is een ode aan de ogenschijnlijk stabiele tijden van voor de Eerste Wereldoorlog. Roths figuren zijn prototypen uit het Habsburgse Rijk en het Fin de Siècle: de grootvader die als soldaat een roemrijke onderscheiding kreeg voor zijn heldendaad, de vader als plichtsgetrouwe ambtenaar en de zoon die alleen nog maar een schaduw van de verleden tijden is. Aan de hand van deze drie mannen worden de fases van de teloorgang van het keizerrijk geschetst. Ten tijde van de grootvader is het rijk nog stabiel, maar zijn al de eerste scheuren te zien. In het werkzame leven van de vader worden de scheuren duidelijker en er rijst het ongeluk van de oorlog. De laatste fase eindigt met de Eerste Wereldoorlog en met de dood van de laatste Trotta. 
Met Radetzkymars lukt Joseph Roth de internationale doorbraak. Als hij in de daarop volgende jaren op zoek naar uitgevers gaat, helpt hem het succes van deze roman om contracten met onder anderen Israël Querido en Allert de Lange te tekenen.
Voor de roman Beichte eines Mörders (1936) zou Maurits Dekkers roman Waarom ik niet krankzinnig ben (1929) als voorbeeld hebben gediend. Tijdens zijn verblijf in Amsterdam, tussen maart en november 1936, werd hij bevriend met Dekker.
De roman De Kapucijner Crypte (1938) vertelt het verhaal van een andere Trotta. Als student in Wenen, afkomstig uit een goed milieu, raakt hij gefascineerd door zijn neef, de vrijbuiter Joseph Branco en diens vriend, de joodse koetsier Manes Reisiger. Branco reist een groot deel van het jaar als handelaar en kastanjepoffer door Oostenrijk-Hongarije. Reisiger woont in het stadje Zlotogrod in Oost-Galicië. Trotta besluit, bij het uitbreken van de wereldoorlog, zich te laten overplaatsen naar het regiment in Galicië waarin ook Joseph en Manes dienstdoen. De oorlog dringt zich op als een onafwendbaar noodlot. Aan het eind van de oorlog valt de Oostenrijks-Hongaarse Dubbelmonarchie uiteen waarna de overlevenden vergeefs proberen om het gewone leven weer op te pikken. Tijdens deze pogingen dient zich het nieuwe onheil aan, dat van het opkomend nationaalsocialisme.

## Ballingschap en de laatste jaren
Op 30 januari 1933, de inauguratie van Adolf Hitler, verliet Joseph Roth Duitsland en vestigde hij zich in Parijs. Hij was niet de enige beroemde schrijver die veiligheid in Frankrijk zocht. In de loop der jaren gingen vele bekende schrijvers zoals Alfred Döblin, Ödön von Horváth en Anna Seghers naar Frankrijk. In Parijs en het zuiden van het land ontstonden in de jaren '30 kleine Duitse gemeenschappen. 
Vanwege het verbod op zijn werk in Duitsland krompen zijn inkomsten. Hij probeerde met verschillende projecten zoals het schrijven van een filmboek zijn situatie te verbeteren. Ook ontving hij een beurs van American Guild for German Cultural Freedom. Deze organisatie was gericht op de ondersteuning van belangrijke Duitstalige kunstenaars en een soort van culturele tegenbeweging tegen het naziregime.

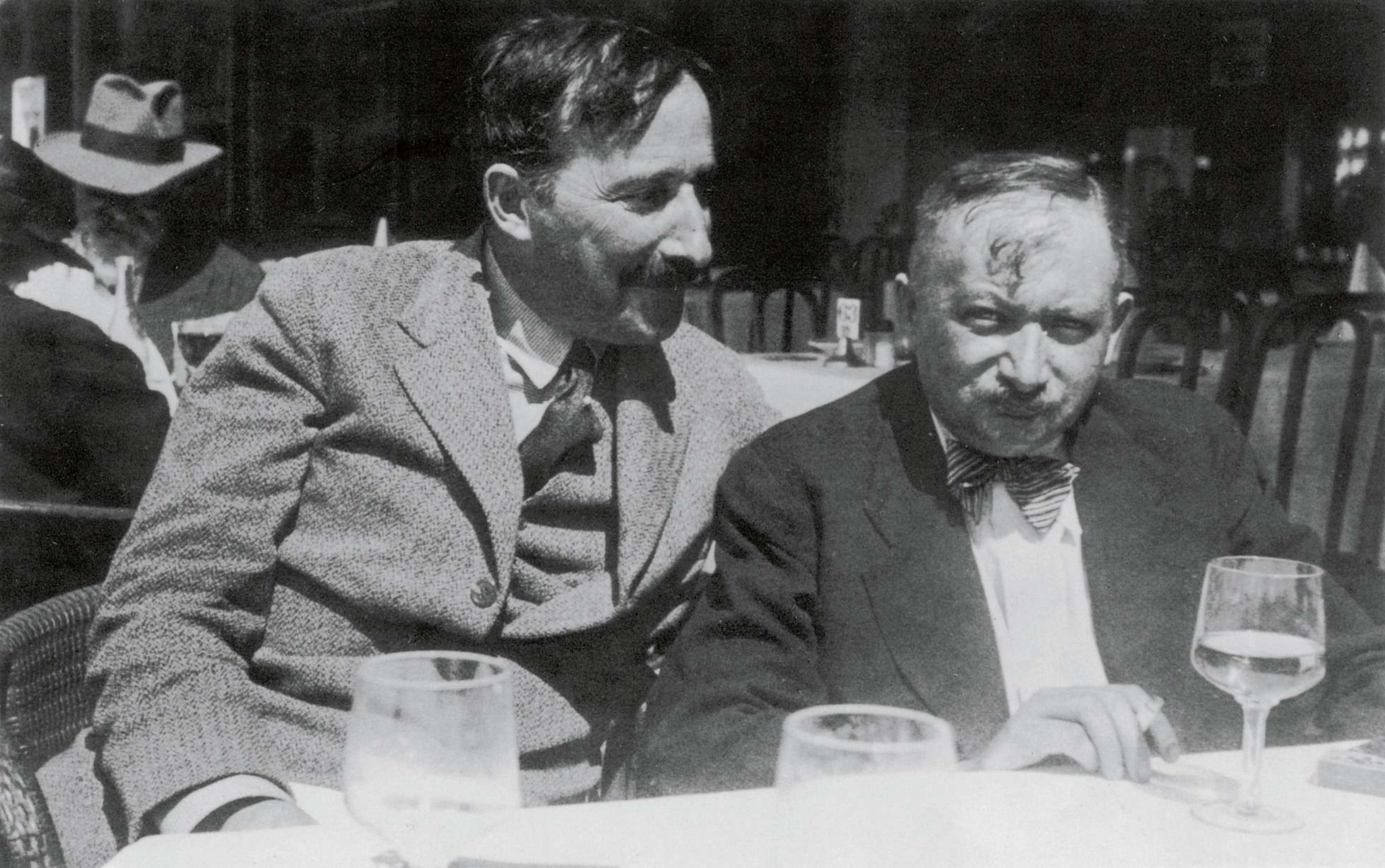
Zweig en Roth in Oostende in 1936

In de jaren 1933 tot 1939 schreef Roth tal van artikelen en romans. Zijn eerste verhaal in ballingschap was Stationschef Fallmerayer, dat niet zoals gepland door de uitgeverij Ullstein maar bij de Amsterdamse uitgeverij Querido gepubliceerd werd. In 1934 werd het essay Der Antichrist bij Allert de Lange gepubliceerd. Al in 1933 en 1934 zijn beide uitgeverijen voor Roth belangrijk omdat Nederland in die tijd nog veilig was voor Joden en vanwege de goede contacten met schrijvers uit de Weimarrepubliek. Tarabas, ein Gast auf Erden (Querido, 1934) en Die Büste des Kaisers (eerst in het Frans in 1934, Duitse vertaling in 1935 in het Pariser Tageblatt en in 1964 bij Kiepenheuer & Witsch)  zijn de volgende romans die Roth in Parijs schreef. In deze fase van zijn leven was hij een belijdende Legitimist (iemand voor wie de monarchie niet vervangbaar is) en koesterde hij eveneens veel sympathie voor het katholicisme. Het katholicisme is misschien één reden waarom Roth in het jaar 1936 voor de Bilthovense uitgeverij De Gemeenschap koos, maar ook financiële voordelen zullen meegespeeld hebben. In 1938 publiceerde hij de roman De Kapucijner Crypte en in 1939 werd postuum Die Geschichte von der 1002. Nacht bij De Gemeenschap gepubliceerd.
Eind jaren 30 had Roth amper meer contact met de uitgeverijen Querido en Allert de Lange, vooral omdat hij weinig betrouwbaar was met het tijdig inleveren van manuscripten en ook riante voorschotten voor zijn teksten vroeg. Begin jaren 40 kwam er een voorlopig eind aan de beide uitgeverijen en de belangrijkste medewerkers moesten vluchten of onderduiken, wat niet altijd lukte. Emanuel Querido en zijn vrouw werden door de nazi's naar Sobibór gebracht, waar ze later vermoord werden. Hermann Kesten, lector bij Querido, vluchtte naar de VS. Fritz Landshoff, eveneens medewerker bij Querido, lukte in 1941 de vlucht via Mexico naar de VS waar hij tot 1946 verbleef. Walter Landauer, voormalig medewerker van de Duitse uitgeverij Kiepenheuer, kon na de bezetting in Nederland onderduiken. Later werd hij alsnog door de Gestapo gearresteerd. Ook hij overleed in een concentratiekamp. 
Vanaf 1937 ging Joseph Roth weer in Parijs wonen. Als hij in deze stad verbleef, was dat vaak in het Hotel Foyot maar dit hotel werd in november 1937 gesloopt en Roth moest naar een ander hotel eveneens in de Rue de Tournon verhuizen. Hotel Foyot lag dicht bij het Palais du Luxembourg en de Jardin du Luxembourg, waar Roth af en toe ging wandelen. Roth werkte veel in het café Le Tournon tegenover het hotel en genoot van de afwisseling die de bezoekers aan hem brachten. In de laatste jaren van zijn leven werd de eenzaamheid voor hem steeds ondraaglijker en kwamen zijn depressies duidelijker naar voren. Als Roth in die nachturen alleen in het café voor zijn papieren zat, overkwam hem de angst voor de dood samen met de wanhoop die de politieke gebeurtenissen in hem losmaakten.
In maart 1938 reisde Roth nog eens naar Wenen om, waarschijnlijk in opdracht van de Oostenrijkse legitimisten, met bondskanselier Kurt Schuschnigg te praten over een herinvoering van de monarchie onder leiding van Otto von Habsburg. Roth kreeg echter niet de mogelijkheid om de bondskanselier te spreken en moest Wenen zonder resultaat verlaten. 
In 1938 bracht hij een laatste bezoek aan Nederland om met uitgeverijen te onderhandelen. Uitgeverij De Gemeenschap publiceerde hierna zijn tekst De Kapucijner Crypte.

## Standpunten
Roths sociale bewogenheid en zijn medelijden met de minderbedeelden maakten hem in het begin ontvankelijk voor linkse politieke standpunten. Na een reis in de jaren 20 naar de Sovjet-Unie stapte hij hier grotendeels van af in het voordeel van het conservatisme. Hierdoor verloor hij veel van zijn linkse vrienden en begon hij vanuit een supranationaal conservatief en royalistisch standpunt de nazi's en het etnisch nationalisme te bestrijden.
Typisch voor Roths werk is de steeds terugkerende nostalgie naar de verloren Donaumonarchie en het oude Oostenrijk, waarin de Habsburgers een centrale, bindende rol hebben gespeeld. Hij had een afkeer voor het nationalisme dat Europa in zijn greep had en onderkende al vroeg de gevaren van het fascisme en van de opkomende nazibeweging. Zo beschrijft hij in zijn boek Het spinnenweb (1923) een conservatieve Duitse luitenant die zich, teruggekomen van de Eerste Wereldoorlog, verbitterd aansluit bij een geheime organisatie en hierdoor onder invloed van Adolf Hitler komt. Extra interessant wordt dit korte boek als men bedenkt dat het vlak voor Hitlers putsch in München als een vervolgverhaal in een krant is verschenen. Het is een fictief verhaal dat enkele weken later in München uit lijkt te komen.
Het katholicisme speelde ook een bijzondere rol in het leven van de Jood Roth en was eveneens een bindende factor in het oude Oostenrijk-Hongarije. De meningen over de vraag of hij het rooms-katholieke geloof aan het eind van zijn leven heeft aangenomen, blijven verdeeld.

## Lijst van werken
- Der Vorzugsschüler, 1916

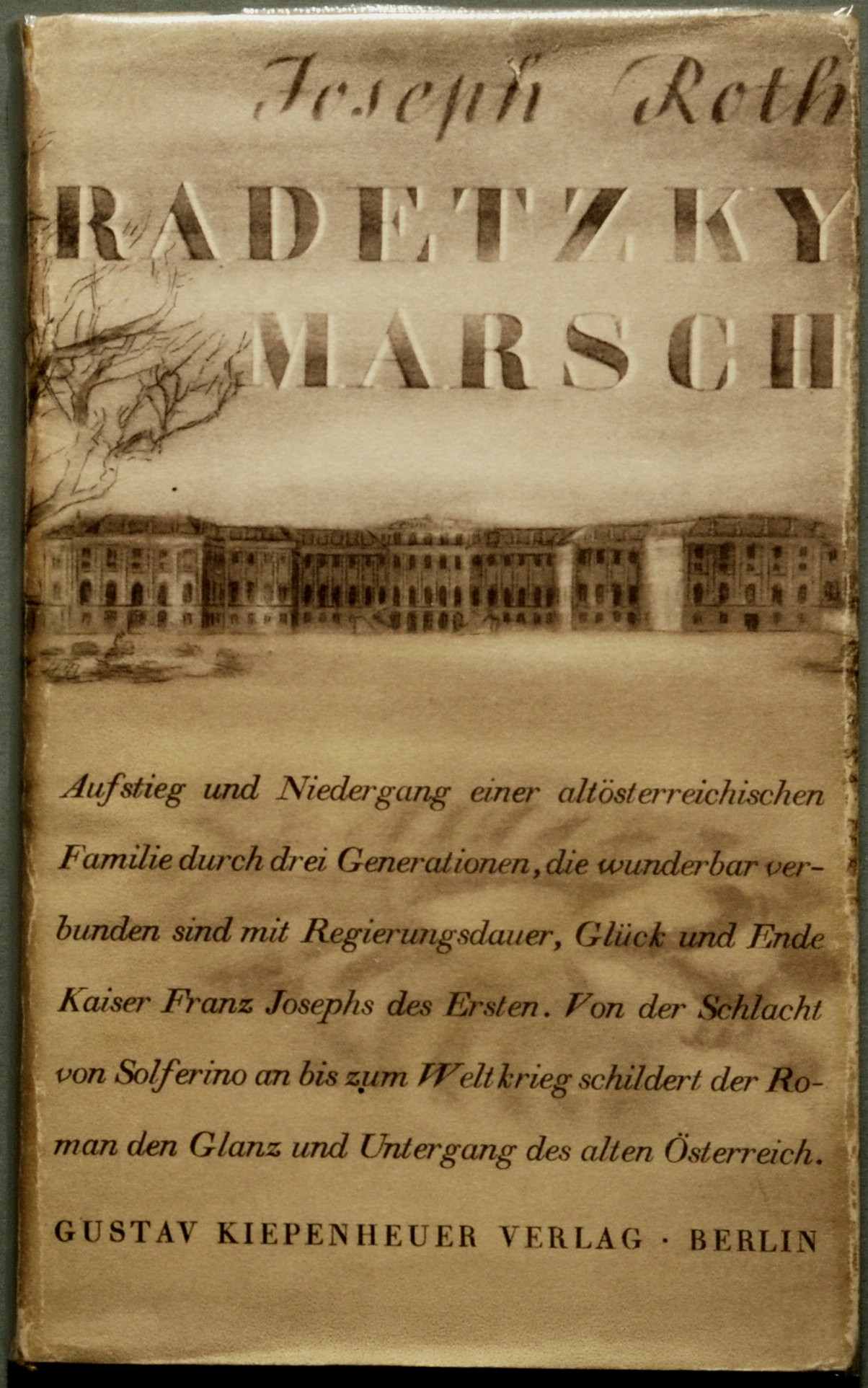
Eerste druk Radetzkymarsch, 1932

- Das Spinnennetz, 1923 (Nederlands: Het spinnenweb, 2002, vert. Wilfred Oranje)
- Hotel Savoy, 1924 (Nederlands: Hotel Savoy, 1994, vert. Huib van Krimpen; 2003, vert. Wilfred Oranje)
- Die Rebellion, 1924 (Nederlands: Rebellie, 2006, vert. Wilfred Oranje)
- Der blinde Spiegel, 1925 (Nederlands: De blinde spiegel [in: De buste van de keizer], 2018, vert. Elly Schippers & Janneke van der Meulen)
- Die Flucht ohne Ende. Ein Bericht., 1927 (Nederlands: Vlucht zonder einde, 2014, vert. Elly Schippers)
- Juden auf Wanderschaft, 1927 (Nederlands: Joden op drift, 2016, vert. Els Snick)
- Zipper und sein Vater, 1928 (Nederlands: Zipper en zijn vader, 2011, vert. Wilfred Oranje)
- Rechts und links, 1929 (Nederlands: Rechts en links, 2008, vert. Wilfred Oranje)
- Der stumme Prophet, 1929
- Hiob. Roman eines einfachen Mannes, 1930 (Nederlands: Job: roman van een simpel man, 1931, vert. Jeannette Wink-Nijhuis; Job. Roman van een doodgewone man, 1953, vert. Nico Rost; Job: roman over een eenvoudige man, 1980, vert. Martin Mooij; Job. Roman over een eenvoudige man, 2007, vert. Wilfred Oranje)
- Radetzkymarsch, 1932 (Nederlands: Radetzky Mars, 1946, vert.  Johan Winkler en Annie Winkler-Vonk; Radetzkymars, 1981, vert. Willy Wielek-Berg, 2009 herz. door Elly Schippers; 2020 nieuwe vertaling door Els Snick)
- Stationschef Fallmerayer, 1933 (Nederlands: Stationschef Fallmerayer [in: De buste van de keizer], 2018, vert. Elly Schippers & Janneke van der Meulen)
- Tarabas, ein Gast auf dieser Erde, 1934 (Nederlands: Tarabas: een gast op deze aarde, 1940, vert. door Nico Rost; id., 2020, vert. Elly Schippers)
- Der Antichrist, 1934 (Nederlands: De antichrist, 1935, vert. J.W.F. Werumeus Buning)
- Triumph der Schönheit, 1934 (Nederlands: Triomf der Schoonheid [in: De buste van de keizer], 2018, vert. Elly Schippers & Janneke van der Meulen)
- Die Büste des Kaisers, 1934 (Nederlands: De buste van de keizer, 2018, vert. Elly Schippers & Janneke van der Meulen)
- Die hundert Tage, 1936 (Nederlands: De honderd dagen, 2011, vert. Wilfred Oranje)
- Beichte eines Mörders, erzählt in einer Nacht, 1936 (Nederlands: Biecht van een moordenaar in een nacht verteld, 1937, vert. Reinier P. Sterkenburg)
- Das falsche Gewicht. Die Geschichte eines Eichmeisters, 1937 (Nederlands: Het valse gewicht: de geschiedenis van een ijkmeester, 2004, vert. Wilfred Oranje)
- Die Kapuzinergruft, 1938 (Nederlands: De Kapucijner Crypte, 2001, vert. Wilfred Oranje)
- Die Legende vom heiligen Trinker, 1939 (Nederlands: De legende van de heilige drinker, 1980, vert. Nini Brunt; id. [in: De buste van de keizer], 2012, vert. Wilfred Oranje)
- Die Geschichte von der 1002. Nacht, 1939 (Nederlands: De geschiedenis van de 1002e nacht, 1965, vert. J. Verstraete; Het sprookje van de 1002e nacht, 2001, vert. Wil Boesten)
- Der Leviathan, 1940 (Nederlands: De leviathan [in: De buste van de keizer], 2018, vert. Elly Schippers & Janneke van der Meulen)